# Aleksandr Charitonow (szachista)
Aleksandr Siergiejewicz Charitonow, ros. Александр Сергеевич Харитонов (ur. 8 listopada 1986 w Obninsku) – rosyjski szachista, arcymistrz od 2006 roku.

## Kariera szachowa
Wielokrotnie reprezentował Rosję na mistrzostwach świata i Europy juniorów w różnych kategoriach wiekowych, zdobywając trzy medale: złoty (2002, Peñiscola, ME do 16 lat), srebrny (2003, Kallithea, MŚ do 18 lat) oraz brązowy (2003, Budva, ME do 18 lat).
Normy na tytuł arcymistrzowski wypełnił w Moskwie (2005, turniej Aerofłot Open-A2), Pardubicach (2005, dz. II m. za Andrejem Kawalouem, wspólnie z Jewgienijem Najerem, Siergiejem Azarowem i Władimirem Potkinem) oraz w Ałuszcie (2006, dz. III m. za Rauanem Mankiejewem i Andriejem Sumcem, wspólnie z Władimirem Bielikowem).
Inne indywidualne sukcesy odniósł m.in. w Riazaniu (2001, I m.), Ostrawie (2002, dz. I m.), Jeseníku (2002, I m.), Eforie Nord (2004 i 2005, dwukrotnie I m.) oraz w Moskwie (2005, dz. II m. za Aleksandrem Krapiwinem, wspólnie z Siergiejem Zagrebelnym).
Najwyższy ranking w dotychczasowej karierze osiągnął 1 sierpnia 2014 r., z wynikiem 2569 punktów zajmował wówczas 60. miejsce wśród rosyjskich szachistów.